# 菲利普·菲利波維奇 (政治人物)
菲利普·菲利波维奇（羅馬化：Filip Filipović；1878年6月21日—1938年4月）是一位塞尔维亚数学家。他出生于塞尔维亚公国查查克。他是南斯拉夫共产党的主要创始人和首任政治书记之一。1920年，他当选为贝尔格莱德市长，但塞尔维亚人、克罗地亚人和斯洛文尼亚人王国内政部拒绝移交市政权力。他生命中的最后10年大部分时间居住在苏联。他在大清洗中被处决。